# Rostralknochen

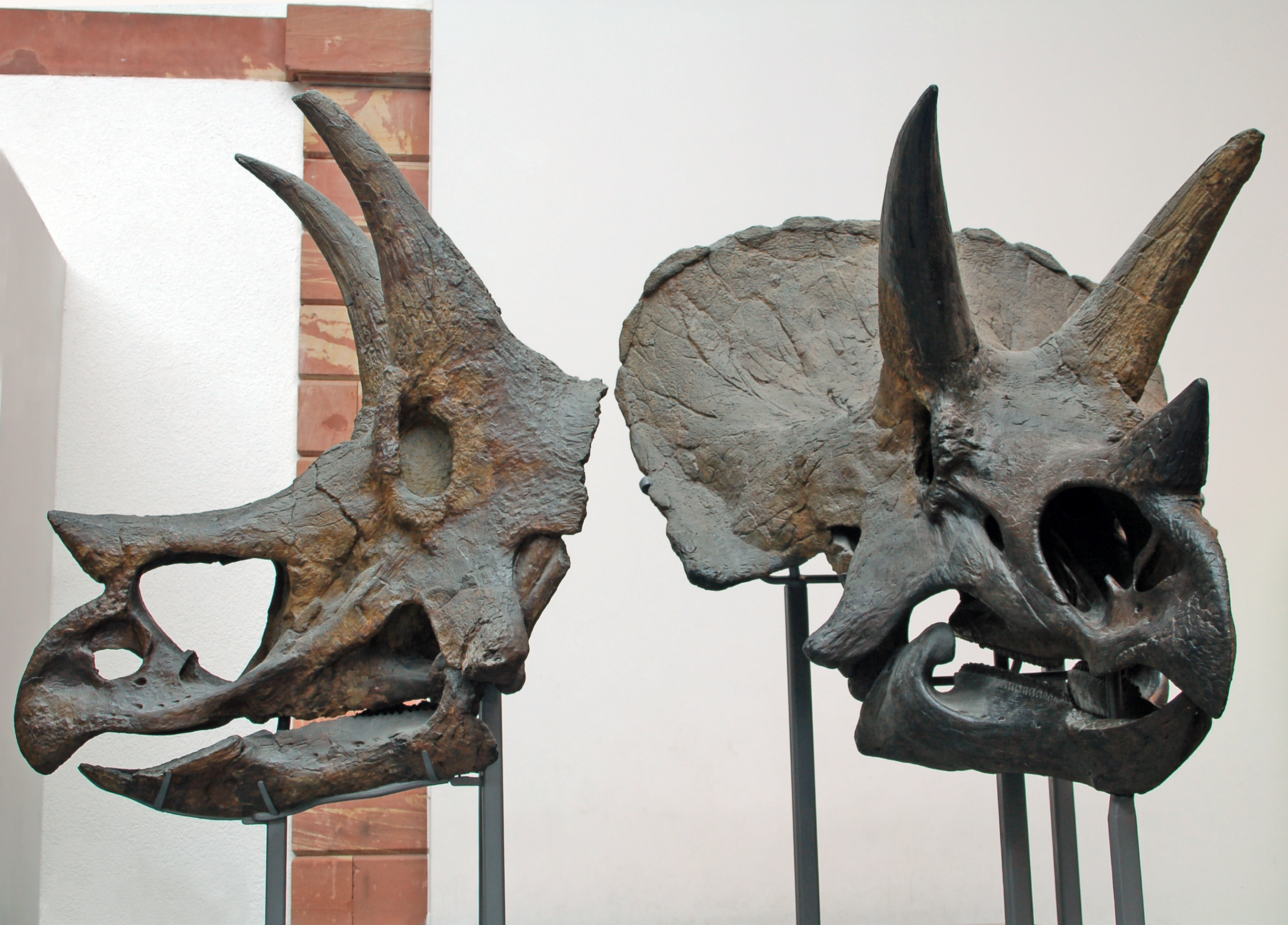
Schädel von Triceratops: der Rostralknochen bildet den vordersten Teil des Oberkiefers

Der Rostralknochen (Rostrale) ist ein bei der Dinosauriergruppe der Ceratopsia vorhandener Knochen an der Spitze des Oberkiefers. Es ist ein unpaarer, vor dem Zwischenkieferbein liegender Knochen und stellt vielleicht die auffälligste Synapomorphie der Ceratopsia dar.
Insbesondere bei den höher entwickelten Neoceratopsia ist der Rostralknochen kielförmig und vorne zugespitzt und bildet dabei das Gegenstück zu dem bei allen Vogelbeckensauriern vorhandenen, vor dem Dentale im Unterkiefer gelegenen Praedentale. Der hakenförmige Rostralknochen griff über das ebenfalls zugespitzte Praedentale hinaus und sorgte so für die typische papageienschnabelähnliche Schnauze (Rostrum) dieser Tiere. Dieser hohe, schmale Schnabel unterschied sich von den runden, breiten Schnäbeln der meisten anderen Vogelbeckensauriern und ermöglichte eine sehr selektive Nahrungsaufnahme.
Der Rostralknochen der Ceratopsia ist nicht zu verwechseln mit dem Rüsselbein (Os rostrale) der Schweine sowie dem auch als Rostrale bezeichneten Rostralschild (Scutum rostrale) an der Spitze der Schlangenschnauze und den kleinen  Mosaikknochen in der Schnauzenregionen der Fische (auch: Rostralserie).